# Сажко, Николай Иванович
Николай Иванович Сажко (1899 — 1951) — советский борец классического стиля, чемпион и призёр чемпионатов СССР. Увлёкся борьбой в 1916 году. Участвовал в трёх чемпионатах СССР (1924—1928 годы). Выступал в полутяжёлой и тяжёлой весовых категориях (до и свыше 82,5 кг).

## Спортивные результаты
- Чемпионат СССР по классической борьбе 1924 года — ;
- Чемпионат СССР по классической борьбе 1926 года — ;
- Чемпионат СССР по классической борьбе 1928 года — ;